# Krongöl
Krongöl är en sjö i Uppvidinge kommun i Småland och ingår i Ronnebyåns huvudavrinningsområde. Krongöl ligger i Stocksmyr Natura 2000-område.